# Население на Етиопия
Населението на Етиопия според последното преброяване от 2015 г. е 90 078 000 души.

## Численост
Численост на населението според преброяванията през годините:
| Година | Численост  |
| 1994   | 53 477 265 |
| 2007   | 73 750 932 |
| 2015   | 90 078 000 |

## Възрастова структура
(2006)
- 0 – 14 години: 43,7% (мъже 16 373 718, жени 16 280 766)
- 15 – 64 години: 53,6% (мъже 19 999 482, жени 20 077 014)
- над 65 години: 2,7% (мъже 929 349, жени 1 117 652)

| Възрастова група | Мъже       | Жени       | Общо                |
| ---------------- | ---------- | ---------- | ------------------- |
| 0 – 14 години    | 17 031 890 | 16 216 131 | 33 248 021 (44,98%) |
| 15 – 64 години   | 17 935 798 | 19 363 385 | 37 299 183 (50,46%) |
| 65 над години    | 2 328 969  | 1 032 539  | 3 361 508 (4,55%)   |
| Общо             | 37 290 657 | 36 612 055 | 73 908 712          |

| Възрастова група | Мъже       | Жени       | Общо                |
| ---------------- | ---------- | ---------- | ------------------- |
| 0 – 14 години    | 19 596 784 | 19 688 887 | 39 285 671 (46,08%) |
| 15 – 64 години   | 21 376 495 | 22 304 812 | 43 681 307 (51,24%) |
| над 65           | 975 923    | 1 294 437  | 2 270 360 (2,66%)   |
| Общо             | 41 949 202 | 43 288 136 | 85 237 338          |

| Възрастова група | Мъже       | Жени       | Общо                |
| ---------------- | ---------- | ---------- | ------------------- |
| 0 – 14 години    | 20 990 369 | 21 067 961 | 42 058 330 (46,28%) |
| 15 – 64 години   | 22 707 235 | 23 682 385 | 46 389 620 (51,04%) |
| над 65           | 1 037 488  | 1 388 301  | 2 425 789 (2,67%)   |
| Общо             | 44 735 092 | 46 138 647 | 90 873 739          |

## Коефициент на плодовитост
- -5,4
- 2010-6,07

## Етнически състав
Населението на Етиопия се състои основно от семитски и кушитски племена. Двата най-големи етноса са оромо (32,1%) и амхара (30,2%). Следват етносите тиграи (6,2%), сомалийци (6,0%), гураге (4,3%), сидама (3,4%), волаята (2,0%), афари (2,0%), хадия (2,0%), гамо (1,0%). Други по-малки са тигре, харар, аргоба, омета, консо, кафа, агау, бета израел (15 000 души) и др.

## Религии
Етиопия е една от ранните християнски страни. Сирийският монах Фрументий е първият духовен водач на етиопците, които го наричат Абба Селами (Баща на мира). По времето на цар Езана (330 г.) християнството се налага като основна религия. Коптското християнство е основно за Етиопия. През VII в. в източните райони на Етиопия прониква ислямът, който се приема от сомалите, афарите, беджаите и др. Ислямизацията обаче не се разпространява над християнизираните области в Западна и Южна Етиопия.

## Езици
Официален език в Етиопия е амхара.